# Serviciul Iezuit pentru Refugiați
Serviciul Iezuit pentru Refugiați, cunoscut pe plan internațional sub numele de Serviciul Iezuit pentru Refugiați (JRS), sau în română SIR, este o organizație internațională catolică iezuită de ajutor, cu sediul la Roma. Lucrează cu imigranții și refugiații în întreaga lume din 1980.

## Istoric
Serviciul Iezuit pentru Refugiați a fost fondat pe 14 noiembrie 1980, ca răspuns al Societății lui Isus la problema tot mai gravă a refugiaților la nivel global. Fondarea sa a fost o inițiativă a Superiorului General de atunci al Ordinului iezuit, Părintele Pedro Arrupe SJ, ca răspuns la situația dificilă a refugiaților vietnamezi de pe ambarcațiuni. Din anul 2000, organizația umanitară este înregistrată ca fundație a Vaticanului. Conform înțelegerii iezuiților, promovarea dreptății este o parte necesară a slujirii credinței.
În 2018, JRS a ajutat aproape un milion de refugiați din întreaga lume, în 57 de țări, oferindu-le mijloace de trai, educație, reconciliere și sănătate mintală. Un total de aproape 9.000 de persoane lucrează pentru JRS. Țările sunt împărțite în șapte regiuni, fiecare având un birou central.